# مونتيبيلونا
مونتيبيلونا هي كومونا في فينيتو بإيطاليا، تبعد 50 كيلومتر (31 ميل) شمال غرب البندقية. يقدر عدد سكانها بـ 32000 نسمة.

## الجغرافيا الفيزيائية

### منطقة
أراضي مونتيبيلونا مسطحة إلى حد كبير، وتتراوح ارتفاعاتها من 69 مترًا فوق سطح البحر، وتقع جنوب سان جايتانو، إلى 144 مترًا، شمال بيديريفا. تتميز المناظر الطبيعية أيضًا بوجود تلين، بما في ذلك الطرف الغربي لمونتيلو (حيث يبلغ الحد الأقصى للارتفاع 343 مترًا) وكابو دي مونتي الأكثر تواضعًا (أو مونتيبيلونا ألتا، أو حتى تل ميركاتو فيكيو، 199 مترًا)). بين النقشين يمر ممر طبيعي (يمر على طوله فيلترينا)، مرة واحدة السرير الأصلي من بياف.
المنطقة فقيرة بشكل طبيعي في الممرات المائية ولكن تم ضمان إمدادات المياه، منذ العصور القديمة، من خلال نظام القنوات الاصطناعية المستمدة من بياف.

### مناخ
يتميز المناخ بصيف حار وقائظ بسبب مستويات الرطوبة العالية، وغالبًا ما تكون مصحوبة بعواصف رعدية قوية وخطوات محتملة. على أساس المتوسط المرجعي (1961-1990)، تنخفض درجة الحرارة من القيمة الدنيا البالغة حوالي 0 درجة مئوية في الفترة من يناير إلى فبراير إلى القيمة القصوى البالغة 29 درجة مئوية في الفترة من يوليو إلى أغسطس. متوسط درجة الحرارة في أبرد شهر، يناير، هو +3.1 درجة مئوية، وهو أكثر الشهور سخونة، يوليو، هو +23.0 درجة مئوية.

## أصول الاسم
من الواضح أن الاسم الجغرافي مركب. مونتي سيشير إلى تل ميركاتو فيكيو، الذي تم بناء المدينة عند سفحه. تمت مناقشة أصل -belluna بشكل أكبر: يمكن أن يكون مرتبطًا بعبادة الإلهة بيلونا؛ أو، بتأجيل أصلها، ستشير إلى مدينة بيلونو التي وسعت في القرن العاشر نطاق سلطتها القضائية إلى ما بعد بيافي بفضل فتوحات الأسقف جيوفاني.

## التاريخ القديم
العصر البروتوريتوري والعصر الروماني تعود الآثار الأولى للنشاط البشري إلى العصور الحجرية والبرونزية (العصر الحجري القديم الأوسط). ومع ذلك، فإن ولادة مستوطنة حقيقية تحدث في حوالي القرن التاسع قبل الميلاد. كان تطويرها مفضلًا من خلال الموقع الجغرافي الاستراتيجي عند مصب وادي بياف، والاتصال بين السهل ومنطقة ما قبل جبال الألب. بمرور الوقت سيصبح أهم مركز في فينيتو ما قبل الروماني. يتم تقديم هذه المعلومات إلينا من خلال النتائج العديدة لمناطق المقابر في محليات سانتا ماريا في كولي وبوسمون. لا تزال المنطقة مأهولة بالسكان خلال الفترة الرومانية (من الكتابة بالحروف اللاتينية في فينيتو بين القرنين الثاني والأول قبل الميلاد حتى القرن الثاني الميلادي). ستصبح مونتيبيلونا جزءًا من مائة بلدية أسيلوم الرومانية (أسولو). لم يتم التأكد منها بعد كفرضية، ناهيك عن أن مونتيبيلونا كانت مركزًا سكنيًا (بالقرب من سانتا ماريا في كولي) أو كاسترا رومانية للدفاع عن أسوار أسولو وتريفيزو.

## الاقتصاد والبنية التحتية
مونتيبيلونا هي واحدة من أكبر المراكز الصناعية في تآزر مع مقاطعة فيتشنزا المجاورة. تتخصص الصناعات في المقام الأول في قطاعات الدباغة، وتشغيل المعادن، والكهربائية، والبصرية، والغذاء، والأحذية، والملابس (خاصة الرياضة) ، والأدوات الدقيقة، والبلاستيك وفنون الرسم. ينشط القطاع الزراعي في إنتاج الخضروات والفواكه وعنب العنب والحبوب والأعلاف وفي ممارسة تربية الماشية. تطورت التجارة والخدمات اللوجستية، وفضلها الموقع الاستراتيجي للمدينة، تقاطع طرق في وسط منطقة إنتاج مهمة. وهي منتج رئيسي لأحذية التزلج. في عام 1989، صنعت أكثر من 70٪ من الإنتاج العالمي. وصفتها مجلة Outside بأنها «مركز التصميم الرائد في العالم للأحذية الخارجية.» أكثر من اثني عشر علامة تجارية للأحذية والأحذية الرياضية، بما في ذلك Alpina Žiri و Asolo و Fila و La Sportiva و Lowa و Mammut Sports Group و Scarpa و Tecnica Group ، تقوم على الأقل ببعض أعمالها في المدينة. يقع متحف صناعة الأحذية، متحف ديلو سكاربون إي ديلا كالزاتورا سبورتيفا، في فيلا زوكاريدا بينيتي.
المنطقة فقيرة بشكل طبيعي في الممرات المائية ولكن تم ضمان إمدادات المياه، منذ العصور القديمة، من خلال نظام القنوات الاصطناعية المستمدة من بياف. هذه على وجه الخصوص Canale del Bosco و Canale di Caerano ، فروع Brentella di Pederobba.

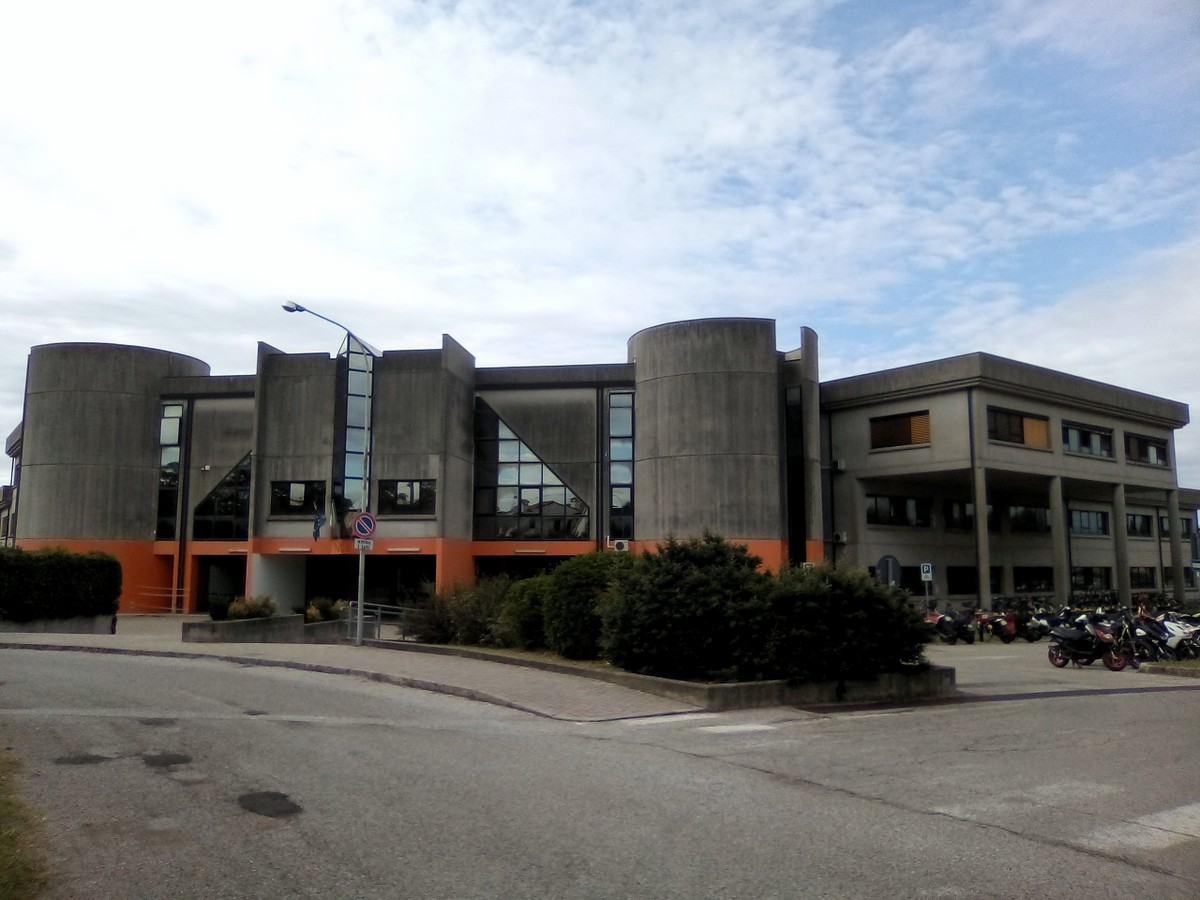
مبنى المدرسة الثانوية

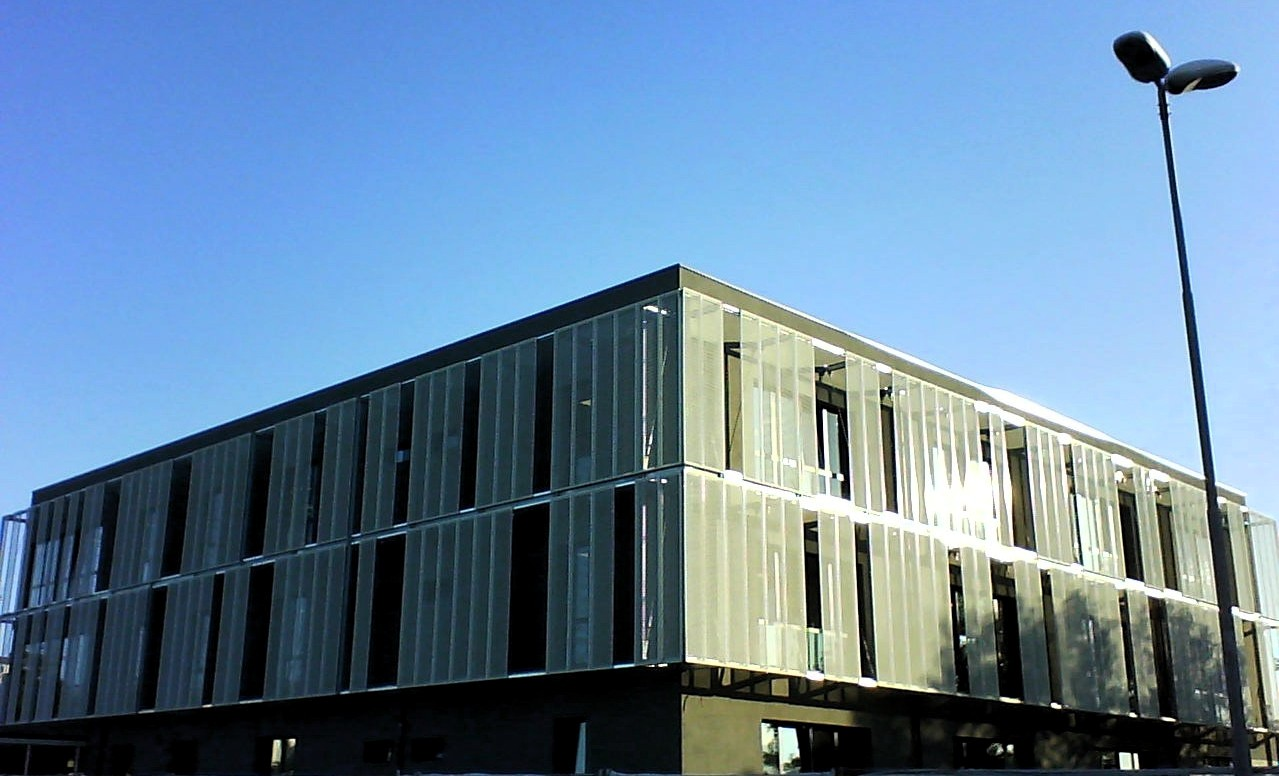
المقر المهني الجديد IIS Einaudi Scarpa

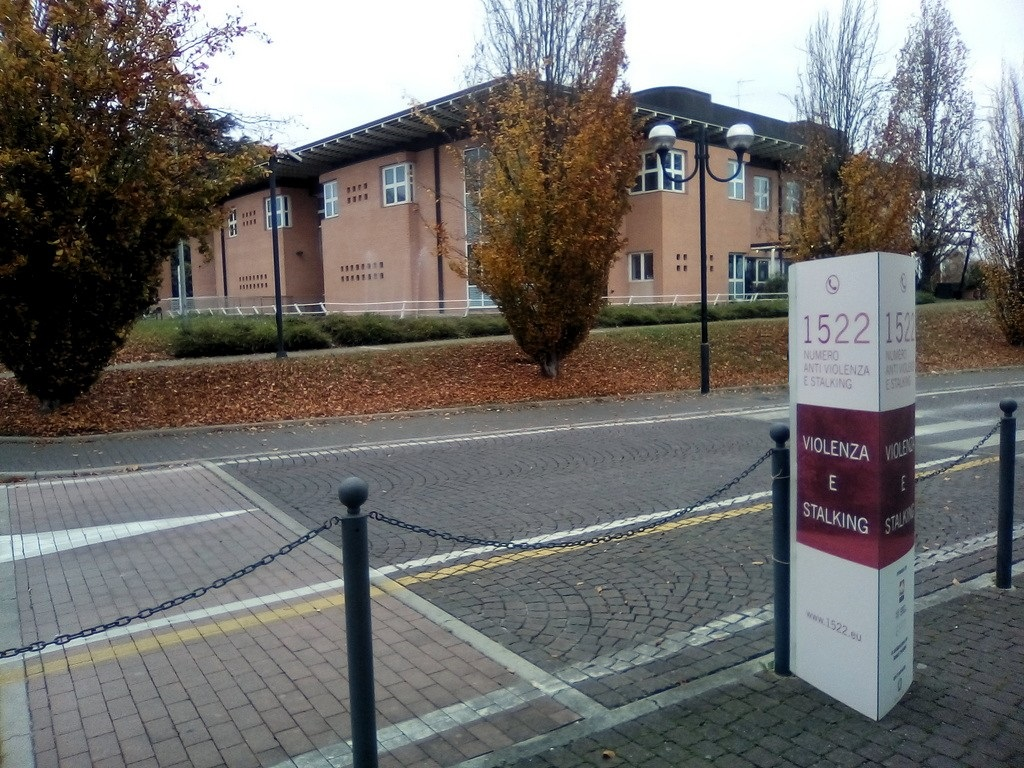
مكتبة البلدية

## حضاره

### تعليم
يوجد في البلدية العديد من المدارس التمهيدية والابتدائية والإعدادية. المدارس الثانوية ذات الأهمية الخاصة للمدينة هي معهد بريمو ليفي للتعليم العالي (المدرسة الثانوية السابقة والمدرسة الثانوية العلمية) ، والمدرسة الثانوية الحكومية «أنجيلا فيرونيز» مع العناوين الثلاثة التي تميزها اللغوي والاقتصادي والفن الاجتماعي، معهد Einaudi-Scarpa للتعليم العالي، والذي يضم الدورات التكنولوجية والاقتصادية والمهنية.

### المؤسسات الثقافية
- مكتبة بلدية مونتيبيلونا [10]
- متحف التاريخ الطبيعي والآثار، [11] في فيلا بياجي
- مسرح «روبرتو بينوتو» بفيلا كورير بيساني في بيادين
- MEVE - نصب فينيتو التذكاري للحرب العظمى، [12] في فيلا كورير بيساني

## مشاهير
- ألبرتو بوتاري دي كاستيلو، رئيس الأساقفة
- ألدو سيرينا ، لاعب كرة قدم
- أتيليو تيسر ، لاعب كرة قدم
- لوكا بادور ، سائق فورمولا 1
- مارسيلو أنوليتو، لاعب كرة قدم
- أوسكار جاتو ، راكب دراجة
- لويجي داتومي ، لاعب كرة سلة
- فيديريكو فورلان ، لاعب كرة قدم
- أنجيلا فيرونيز (1778-1847) ، شاعر
- باتريزيو بيليو، لاعب كرة قدم

## المدن الشقيقة
- دمري لليس  [لغات أخرى]‏، France, since 1987
- Oberkochen، Germany, since 1992
- Tata، Hungary, since 2000

## روابط خارجية
وسائل الإعلام المتعلقة بمونتيبيلونا في ويكيميديا كومنز